# Castlevania: Vampire's Kiss
Castlevania: Vampire's Kiss (悪魔城ドラキュラXX, Akumajō Dorakyura Ekkusu Ekkusu, o Castlevania: Dracula X a l'Amèrica del Nord) és l'adaptació a la consola Super Nintendo del videojoc Akumajō Dracula X: chi no rondo que eixí dos anys abans per a PC Engine. Gràficament, la versió de Super Nintendo no és tan bona com l'original. El protagonista, Richter Belmont, és descendent del clan Belmont, i haurà de derrotar el comte Dràcula qui fou ressuscitat i va segrestar a la promesa de Richter, Anette Renard, i a la seva germana Maria Renard. A diferència d'altres jocs de Castlevania la jugabilitat és diferent, ja no se't indica el món que estàs, i des del principi el fuet està en el seu màxim nivell. A més, cada vegada que canvies una sub-arma per una altra pots tornar a seleccionar la qual tenies abans. Aquest joc és, d'acord amb la cronologia, l'antecessor del Castlevania: Simphony of the Night, però hi ha algunes coses que no concorden, com les escenes de la batalla contra Dràcula.